# Victor Alcará
Victor Guimarães Alcará  (São João da Boa Vista, 28 de septiembre de 2000) es un nadador brasileño. 

## Carrera
Comenzó su carrera en 2010, a los 10 años, cuando empezó a entrenar en su ciudad natal. En 2017 pasó al Corinthians y en 2023 fue contratado por el Esporte Clube Pinheiros.
En los Juegos Panamericanos Junior de 2021 ganó tres medallas de oro en los 100 m libre y en los relevos 4 × 100 m libre y 4 × 100 m libre mixto, además de una plata en el relevo combinado 4 × 100 m. Con esto se ganó un cupo directo a los Juegos Panamericanos de Santiago 2023 en los 50m libre. 
En el Campeonato Sudamericano de Natación de 2021, ganó una medalla de oro en el relevo 4 × 100 m libre.
Estuvo en el Campeonato Mundial de Natación de 2023, donde terminó sexto en el relevo 4 × 100 metros libre.
En los Juegos Panamericanos de 2023, ganó dos medallas de oro en los relevos 4 × 100 m libre y mixto 4 × 100 m libre de Brasil. También terminó quinto en los 50 metros libre, con un tiempo de 22,27.